# Czekan
Lo Czekan (Čekanas in lingua lituana e Чекан in lingua russa) è una particolare tipologia di arma bianca manesca anticamente in uso agli husaria, la cavalleria pesante d'élite della Confederazione Polacco-Lituana, ed alle forze di cavalleria del Granducato di Moscovia. Si tratta di una variante del martello d'armi detto "a becco di corvo", la cui testa metallica si compone di una bocca di martello sviluppante, sul lato opposto, in una lunga "penna" ricurva, in alcuni casi a doppia curvatura, sormontata verticalmente da una borchia cilindrica.
Il vocabolo czekan significa oggi in lingua polacca "piccozza".